# Polizeiruf 110: Am Abgrund
Am Abgrund ist ein deutscher Kriminalfilm von Hans Werner aus dem Jahr 1979. Der Fernsehfilm erschien als 60. Folge der Filmreihe Polizeiruf 110.

## Handlung
Peter Januschowitz’ Frau Monika stirbt, als sie während erster Fahrversuche auf der Straße beim Überholen eines Traktors einem entgegenkommenden Pkw ausweicht und mit dem Wagen einen Abhang hinunterstürzt. Der Wagen geht in Flammen auf. Peter muss von nun an mit seinen zwei kleinen Kindern allein den Alltag meistern. Obwohl ihm seine Schwägerin, Monikas Schwester Krümel, dabei hilft, ist Peter überfordert und beginnt zu trinken. Bei der Arbeit versagt der gelernte Stuckateur zunehmend, wird von seiner Brigade jedoch gedeckt. Sie erlaubt es ihm auch, während der Arbeitszeit in einer Bar zu verschwinden, und lässt ihn betrunken früher nach Hause gehen. Woher Peter das Geld für seinen Alkoholkonsum hat, weiß keiner so recht, zumal er bei Kollegen und Verwandten immer mehr Schulden macht.
Eines Tages wird in der Bank für Landwirtschaft eingebrochen. Die Bankangestellte Marion Seiffert wird während der Mittagspause in eine Abstellkammer eingeschlossen und der Schlüssel auf eine Kommode abgelegt. Aus der Kasse fehlen 12.000 Mark. Marion kann den Täter nicht beschreiben. Der Täter muss sich in der Bank jedoch ausgekannt haben, da die Kammer vom Eingang aus nicht sichtbar ist und es zudem der einzige Raum im Gebäude ohne Fenster ist. Die Angestellten entwerfen auf Bitte der Ermittler Leutnant Vera Arndt und Hauptmann Peter Fuchs eine Liste all der Personen, die von der Kammer wussten. Die Ermittler befragen die 40 Personen der Liste, doch ergibt sich keine Spur. Auch Peter steht auf der Liste, der zur fraglichen Zeit angeblich trinken war. Da er Geldprobleme hat, hätte er ein Motiv, doch zögert Vera Arndt, eine Hausdurchsuchung zu beantragen. Bereits ohne konkreten Verdacht wird Peter im Dorf von vielen als Täter angesehen und geschnitten. Auch seine Brigade ist misstrauisch, zumal er teilweise seine Schulden begleichen kann. Marion sagt aus, dass der Täter vom Äußeren her Peter glich, kann ihn jedoch nicht als Täter identifizieren.
Vera Arndt erscheint wenig später noch einmal bei Marion, weil sie glaubt, dass die Liste nicht vollständig ist. Ihr Mann bestätigt, dass Personen fehlen, so kannte er selbst zum Beispiel die Kammer. Er berichtet Vera Arndt, dass er und seine Frau sich vor wenigen Tagen ein Grundstück für ein Gartenhäuschen gekauft haben. Er will der Ermittlerin sofort das Sparbuch zeigen, um jeglichen Verdacht von sich zu weisen, doch hat Marion das Buch angeblich auf der Bank. Vera Arndt wirft einen Blick in das Sparbuch und bemerkt, dass zwar eine Zeit lang kontinuierlich Geld auf das Sparbuch eingezahlt wurde, die Summe aber seit einiger Zeit ebenso kontinuierlich kleiner wurde, bis das Sparbuch leer war. Es stellt sich heraus, dass Marion einen Geliebten hat, dem sie wertvolle Geschenke macht. Das Geld für das Grundstück kann also nicht vom Sparbuch stammen.
Peter hat ein großes Bündel Geldscheine an seiner Arbeitsstelle versteckt. Er nimmt die Scheine eines Tages mit nach Hause und versteckt sie zwischen zwei ineinandergestellten Eimern. Bei einem Kaffeetrinken mit Krümel und ihrem Freund wird Kaffee verschüttet und Krümel holt einen Eimer zum Aufwischen. Dabei findet sie das Geld. Sie glaubt, Peter habe die Bank überfallen, doch der berichtet, er habe Monikas Schmuck verkauft. Eine Quittung kann er dafür nicht vorweisen, und er wirft Krümel und ihren Freund wütend aus dem Haus. Es kommt später zur Versöhnung, als Peters Sohn über Bauchschmerzen klagt. Seine Tochter erkennt, dass ihr Vater hilflos ist, und holt Krümel und ihren Freund zu Hilfe, die das Kind mit Blinddarmentzündung ins Krankenhaus bringen.
Vera Arndt grübelt zu Hause über den möglichen Täter nach. Über ein Spiel ihrer Kinder und eine Bemerkung ihres Mannes erkennt sie, wie der Schlüssel ganz ohne fremde Hilfe aus dem Schloss auf den Schrank gelangt sein könnte. Über eine Art Flaschenzugverbindung mit einem Seil könnte der Schlüssel unter der Tür zum Schrank gezogen worden sein. Faserspuren am Schlüssel und an der Tür weisen auf diese Methode hin. Ein Straßenbahnfahrer hatte zudem während seiner Mittagspause die Toilette in der Bank benutzt und war dabei fast über einen Strick gestolpert, der durch den Raum ging. Marion gesteht, dass sie das Geld selbst entwendet hat. Sie wollte damit vor ihrem Mann die Ausgaben für ihren Geliebten verbergen. Sie wird verhaftet und Peter ist wieder vollständig in seine Brigade integriert.

## Produktion
Am Abgrund wurde vom 6. Dezember 1978 bis 28. Februar 1979 unter dem Arbeitstitel Ein kleiner gelber Teddybär in Berlin, Halle und Köthen gedreht. Die Kostüme des Films schuf Tamara Schramm-Bansen, die Filmbauten stammen von Werner Hölzel. Der Film erlebte am 2. September 1979 im 1. Programm des Fernsehens der DDR seine Premiere. Die Zuschauerbeteiligung lag bei 55,1 Prozent.
Es war die 60. Folge der Filmreihe Polizeiruf 110. Hauptmann Peter Fuchs ermittelte in seinem 36. Fall und Leutnant Vera Arndt in ihrem 37. Fall. Die Titelmusik des Films ist das Lied Ehrlich will ich bleiben der Gruppe Karussell.